# 樊文飞
樊文飞（1963年1月—），男，北京人，美国、英国数据库科学家，爱丁堡大学信息学院教授，2008年当选欧洲科学院院士，2018年当选皇家学会会士，2019年当选中国科学院外籍院士。